# 風早公紀
風早 公紀（かざはや きんこと、天保12年8月21日（1841年10月5日） - 明治38年（1905年）2月28日）は、幕末から明治時代にかけての公卿、華族（子爵）。

## 人物
元治元年（1864年）、福原元僴らが萩藩主毛利敬親の赦免を嘆願するため、兵を率いて入洛する際、彼らの嘆願をいれるよう朝廷に建言した。明治維新後は、宮中に仕え、氷川神社や橿原神宮などの宮司を務めた。
明治17年（1884年）7月8日、子爵を叙爵。

## 系譜
- 父：風早実豊

- 妻：禎子 - 園池実達の次女
  - 長女：愛子（1861-）
  - 次女：純子（1865-） - 松尾作右衛門室
- 妻：鈖子 - 松平頼功の娘、本多富恭の養女
- 生母不明の子女
  - 男子：風早実恭(1873-1919) - 風早家9代当主。子爵。
  - 男子：三条西実義 - 三条西家18代当主。式部官。伊勢神宮大宮司。伯爵。